# Nazionale femminile di pallavolo dell'Italia 2010
Seguono le partite della stagione 2010 disputate dalla nazionale di pallavolo femminile dell'Italia.

## Partecipazioni
- Yeltsin Cup (torneo amichevole): 4º posto
- Piemonte Woman Cup (torneo amichevole): 2º posto
- World Grand Prix: 3º posto
- Torneo di qualificazione europeo al World Grand Prix 2011: 3º posto
- Campionato mondiale 2010: 5º posto